# Copa Pan-Americana de Voleibol Feminino Sub-18 de 2017
O Copa Pan-Americana de Voleibol Feminino Sub-18 de 2017 foi a 4ª edição do torneio organizado pela UPV  em  parceria com a NORCECA  e a CSV, realizado no período de  28 de março a 2 de abril com as partidas realizadas no Coliseo de la Ciudad Deportiva , que contou com a participação de dez países.O torneio previa a qualificação de tres seleções para edição do Mundial Juvenil de 2017.A Seleção Colombiana conquistou seu primeiro título na competição e juntamente com as seleções Cubana e Mexicana alcançaram a qualificação supracitada para o Mundial Juvenil do ano em curso; e a jogadora do time campeão  Valerín Carabalí foi eleita a Melhor Jogadora de toda competição.

## Seleções participantes
As seguintes seleções participaram da Copa Pan-Americana de Voleibol Feminino Sub-18:
| Equipe               | Última participação |
| -------------------- | ------------------- |
| Cuba                 | (Sede), 3º em 2015  |
| Argentina            | 1º em 2015          |
| Chile                | 7º em 2015          |
| Colômbia             | 7º em 2013          |
| Costa Rica           | 8º em 2015          |
| Guatemala            | 8º em 2013          |
| México               | 6º em 2015          |
| Porto Rico           | 4º em 2015          |
| República Dominicana | 2º em 2015          |
| Uruguai              | estreante           |

## Formato da disputa
As dez seleções foram divididas proporcionalmente em Grupos A, B e C, os dois primeiros com três times e o último com quatro participantes; cada grupo as seleções se enfrentam entre si, e ao final dos confrontos as duas melhores primeiras colocadas, ou seja, com melhores índices pelos critérios de desempate, se classificaram diretamente para as semifinais, a com índice inferior entre as primeiras colocadas, uniu-se  as  segundas colocadas de cada grupo, formando assim a fase de  fase de quartas de final, as terceiras colocadas de cada grupo  e  quarta colocada disputaram as posições inferiores, sendo que as duas melhores destes confrontos disputam o sétimo lugar  as derrotadas o nono lugar; as duas melhores equipes das quartas de final os vencedores avançaram as semifinais e os perdedores disputaram o quinto lugar,  já os dois melhores times das semifinais disputaram a grande final e os perdedores a disputa do bronze]].

## Fase classificatória
Classificação
- Local: Coliseo de la Ciudad Deportiva -Cuba

## Grupo A
|     |            |     | Jogos | Jogos | Jogos | Resultados | Resultados | Resultados | Resultados | Resultados | Resultados | Sets | Sets | Sets  | Pontos | Pontos | Pontos |
| Pos | Equipe     | Pts | T     | V     | D     | 3–0        | 3–1        | 3–2        | 2–3        | 1–3        | 0–3        | V    | P    | R     | V      | P      | R      |
| --- | ---------- | --- | ----- | ----- | ----- | ---------- | ---------- | ---------- | ---------- | ---------- | ---------- | ---- | ---- | ----- | ------ | ------ | ------ |
| 1   | Argentina  | 6   | 2     | 2     | 0     | 1          | 1          | 0          | 0          | 0          | 0          | 6    | 1    | 6,000 | 176    | 123    | 1.431  |
| 2   | Chile      | 2   | 2     | 1     | 1     | 0          | 0          | 1          | 0          | 1          | 0          | 4    | 5    | 0.800 | 197    | 201    | 0.980  |
| 3   | Porto Rico | 1   | 2     | 0     | 2     | 0          | 0          | 0          | 1          | 0          | 1          | 2    | 6    | 0.333 | 136    | 185    | 0.735  |

Resultados
| 28 de março de 2017 14:00 P2P3AQ1AQ2 | Porto Rico | 2 — 3                        | Chile          | Coliseo de la Ciudad Deportiva, Cuba Público: 100 Árbitro(s): CUB Lourdes Pérez GUA Raúl Mejía |
| 28 de março de 2017 14:00 P2P3AQ1AQ2 | 18 25 16   | Set 1 Set 2 Set 3 Set4 Set 5 | 25 19 23 25 18 | Coliseo de la Ciudad Deportiva, Cuba Público: 100 Árbitro(s): CUB Lourdes Pérez GUA Raúl Mejía |

| 29 de março de 2017 18:00 P2P3AQ1AQ2 | Chile       | 1 — 3                  | Argentina | Coliseo de la Ciudad Deportiva, Cuba Público: 300 Árbitro(s): MEX Pablo Mendoza CUB Pedro Morell |
| 29 de março de 2017 18:00 P2P3AQ1AQ2 | 21 20 28 18 | Set 1 Set 2 Set 3 Set4 | 25 26 25  | Coliseo de la Ciudad Deportiva, Cuba Público: 300 Árbitro(s): MEX Pablo Mendoza CUB Pedro Morell |

| 30 de março de 2017 19:00 P2P3AQ1AQ2 | Argentina | 3 —0              | Porto Rico | Coliseo de la Ciudad Deportiva, Cuba Público: 250 Árbitro(s): CUB Lourdes Pérez MEX Pablo Mendoza |
| 30 de março de 2017 19:00 P2P3AQ1AQ2 | 25        | Set 1 Set 2 Set 3 | 14 13 9    | Coliseo de la Ciudad Deportiva, Cuba Público: 250 Árbitro(s): CUB Lourdes Pérez MEX Pablo Mendoza |

## Grupo B
|     |            |     | Jogos | Jogos | Jogos | Resultados | Resultados | Resultados | Resultados | Resultados | Resultados | Sets | Sets | Sets  | Pontos | Pontos | Pontos |
| Pos | Equipe     | Pts | T     | V     | D     | 3–0        | 3–1        | 3–2        | 2–3        | 1–3        | 0–3        | V    | P    | R     | V      | P      | R      |
| --- | ---------- | --- | ----- | ----- | ----- | ---------- | ---------- | ---------- | ---------- | ---------- | ---------- | ---- | ---- | ----- | ------ | ------ | ------ |
| 1   | Cuba       | 6   | 2     | 2     | 0     | 1          | 1          | 0          | 0          | 0          | 0          | 6    | 1    | 6,000 | 172    | 122    | 1.410  |
| 2   | Colômbia   | 3   | 3     | 1     | 2     | 1          | 0          | 0          | 0          | 1          | 1          | 4    | 6    | 0.667 | 164    | 142    | 1.155  |
| 3   | Costa Rica | 0   | 2     | 0     | 2     | 0          | 0          | 0          | 0          | 0          | 2          | 0    | 6    | 0,000 | 78     | 150    | 0.520  |

Resultados
| 28 de março de 2017 21:55 P2P3AQ1AQ2 | Cuba | 3 — 0             | Costa Rica | Coliseo de la Ciudad Deportiva, Cuba Público: 300 Árbitro(s): CUB Lourdes Pérez GUA Raúl Mejía |
| 28 de março de 2017 21:55 P2P3AQ1AQ2 | 25   | Set 1 Set 2 Set 3 | 13 7 13    | Coliseo de la Ciudad Deportiva, Cuba Público: 300 Árbitro(s): CUB Lourdes Pérez GUA Raúl Mejía |

| 29 de março de 2017 20:51 P2P3AQ1AQ2 | Cuba        | 3 — 1                   | Colômbia    | Coliseo de la Ciudad Deportiva, Cuba Público: 500 Árbitro(s): GUA Raúl Mejía ARG Mauricio Lueje |
| 29 de março de 2017 20:51 P2P3AQ1AQ2 | 25 25 22 25 | Set 1 Set 2 Set 3 Set 4 | 22 21 25 21 | Coliseo de la Ciudad Deportiva, Cuba Público: 500 Árbitro(s): GUA Raúl Mejía ARG Mauricio Lueje |

| 30 de março de 2017 14:00 P2P3AQ1AQ2 | Costa Rica | 0 — 3             | Colômbia | Coliseo de la Ciudad Deportiva, Cuba Público: 150 Árbitro(s): Sem informação |
| 30 de março de 2017 14:00 P2P3AQ1AQ2 | 15         | Set 1 Set 2 Set 3 | 25       | Coliseo de la Ciudad Deportiva, Cuba Público: 150 Árbitro(s): Sem informação |

## Grupo C
|     |                      |     | Jogos | Jogos | Jogos | Resultados | Resultados | Resultados | Resultados | Resultados | Resultados | Sets | Sets | Sets  | Pontos | Pontos | Pontos |
| Pos | Equipe               | Pts | T     | V     | D     | 3–0        | 3–1        | 3–2        | 2–3        | 1–3        | 0–3        | V    | P    | R     | V      | P      | R      |
| --- | -------------------- | --- | ----- | ----- | ----- | ---------- | ---------- | ---------- | ---------- | ---------- | ---------- | ---- | ---- | ----- | ------ | ------ | ------ |
| 1   | República Dominicana | 9   | 3     | 3     | 0     | 2          | 1          | 0          | 0          | 0          | 0          | 9    | 1    | 9,000 | 246    | 136    | 1.809  |
| 2   | México               | 6   | 3     | 2     | 1     | 2          | 0          | 0          | 0          | 1          | 0          | 7    | 3    | 2.333 | 217    | 172    | 1.262  |
| 3   | Uruguai              | 2   | 3     | 1     | 2     | 0          | 0          | 1          | 0          | 0          | 2          | 3    | 8    | 0.375 | 187    | 246    | 0.760  |
| 4   | Guatemala            | 1   | 3     | 0     | 3     | 0          | 0          | 0          | 1          | 0          | 2          | 2    | 9    | 0.222 | 163    | 259    | 0.629  |

Resultados
| 28 de março de 2017 17:25 P2P3AQ1AQ2 | República Dominicana | 3 — 0             | Uruguai | Coliseo de la Ciudad Deportiva, Cuba Público: 250 Árbitro(s): CUB Pedro Morell PUR Ana Ramirez |
| 28 de março de 2017 17:25 P2P3AQ1AQ2 | 25                   | Set 1 Set 2 Set 3 | 14 9 4  | Coliseo de la Ciudad Deportiva, Cuba Público: 250 Árbitro(s): CUB Pedro Morell PUR Ana Ramirez |

| 28 de março de 2017 19:20 P2P3AQ1AQ2 | México | 3 — 0             | Guatemala | Coliseo de la Ciudad Deportiva, Cuba Público: 300 Árbitro(s): CRC Cinthya Hernández URU Monica Azures |
| 28 de março de 2017 19:20 P2P3AQ1AQ2 | 25     | Set 1 Set 2 Set 3 | 15 8 12   | Coliseo de la Ciudad Deportiva, Cuba Público: 300 Árbitro(s): CRC Cinthya Hernández URU Monica Azures |

| 29 de março de 2017 14:00 P2P3AQ1AQ2 | Uruguai | 0 — 3             | México | Coliseo de la Ciudad Deportiva, Cuba Público: 100 Árbitro(s): COL German Bobadilla DOM Yemi Hernández |
| 29 de março de 2017 14:00 P2P3AQ1AQ2 | 12 9 20 | Set 1 Set 2 Set 3 | 25     | Coliseo de la Ciudad Deportiva, Cuba Público: 100 Árbitro(s): COL German Bobadilla DOM Yemi Hernández |

| 30 de março de 2017 16:00 P2P3AQ1AQ2 | Guatemala | 0 — 3             | República Dominicana | Coliseo de la Ciudad Deportiva, Cuba Público: 100 Árbitro(s): CHI José Muñoz CRC Cinthya Hernández |
| 30 de março de 2017 16:00 P2P3AQ1AQ2 | 10 12     | Set 1 Set 2 Set 3 | 25                   | Coliseo de la Ciudad Deportiva, Cuba Público: 100 Árbitro(s): CHI José Muñoz CRC Cinthya Hernández |

| 30 de março de 2017 16:10 P2P3AQ1AQ2 | Uruguai        | 3 — 2                        | Guatemala  | Coliseo de la Ciudad Deportiva, Cuba Público: 100 Árbitro(s): PUR Ana Ramirez COL German Bobadilla |
| 30 de março de 2017 16:10 P2P3AQ1AQ2 | 23 20 26 25 15 | Set 1 Set 2 Set 3 Set4 Set 5 | 25 24 16 6 | Coliseo de la Ciudad Deportiva, Cuba Público: 100 Árbitro(s): PUR Ana Ramirez COL German Bobadilla |

| 30 de março de 2017 21:00 P2P3AQ1AQ2 | República Dominicana | 3 — 1                  | México     | Coliseo de la Ciudad Deportiva, Cuba Público: 100 Árbitro(s): CRC Cinthya Hernández CHI José Muñoz |
| 30 de março de 2017 21:00 P2P3AQ1AQ2 | 25 21 25             | Set 1 Set 2 Set 3 Set4 | 15 18 25 9 | Coliseo de la Ciudad Deportiva, Cuba Público: 100 Árbitro(s): CRC Cinthya Hernández CHI José Muñoz |

## Classificação do 7º ao 8º lugares
| 31 de março de 2017 14:00 P2P3AQ1AQ2 | Uruguai    | 2 — 3                        | Costa Rica     | Coliseo de la Ciudad Deportiva, Cuba Público: 100 Árbitro(s): CHI José Muñoz DOM Yemi Hernández |
| 31 de março de 2017 14:00 P2P3AQ1AQ2 | 22 12 25 7 | Set 1 Set 2 Set 3 Set4 Set 5 | 25 25 22 17 15 | Coliseo de la Ciudad Deportiva, Cuba Público: 100 Árbitro(s): CHI José Muñoz DOM Yemi Hernández |

| 31 de março de 2017 16:41 P2P3AQ1AQ2 | Porto Rico | 3 — 0             | Guatemala | Coliseo de la Ciudad Deportiva, Cuba Público: 200 Árbitro(s): COL German Bobadilla URU Monica Azures |
| 31 de março de 2017 16:41 P2P3AQ1AQ2 | 25         | Set 1 Set 2 Set 3 | 14 16 17  | Coliseo de la Ciudad Deportiva, Cuba Público: 200 Árbitro(s): COL German Bobadilla URU Monica Azures |

## Quartas de final
| 31 de março de 2017 18:52 P2P3AQ1AQ2 | Colômbia | 3 — 1                  | México      | Coliseo de la Ciudad Deportiva, Cuba Público: 500 Árbitro(s): CUB Pedro Morell CRC Cinthya Hernández |
| 31 de março de 2017 18:52 P2P3AQ1AQ2 | 25       | Set 1 Set 2 Set 3 Set4 | 16 27 21 22 | Coliseo de la Ciudad Deportiva, Cuba Público: 500 Árbitro(s): CUB Pedro Morell CRC Cinthya Hernández |

| 31 de março de 2017 21:37 P2P3AQ1AQ2 | Cuba | 3 — 0             | Chile    | Coliseo de la Ciudad Deportiva, Cuba Público: 300 Árbitro(s): MEX Pablo Mendoza ARG Mauricio Luejes |
| 31 de março de 2017 21:37 P2P3AQ1AQ2 | 25   | Set 1 Set 2 Set 3 | 17 20 14 | Coliseo de la Ciudad Deportiva, Cuba Público: 300 Árbitro(s): MEX Pablo Mendoza ARG Mauricio Luejes |

## Nono lugar
| 1 de abril de 2017 14:00 P2P3AQ1AQ2 | Uruguai        | 3 — 2                       | Guatemala      | Coliseo de la Ciudad Deportiva, Cuba Público: 200 Árbitro(s): DOM Yemi Hernández PUR Ana Ramirez |
| 1 de abril de 2017 14:00 P2P3AQ1AQ2 | 25 16 25 21 15 | Set 1 Set 2 Set 3 Set4 Set5 | 22 25 17 25 12 | Coliseo de la Ciudad Deportiva, Cuba Público: 200 Árbitro(s): DOM Yemi Hernández PUR Ana Ramirez |

## Semifinais
| 1 de abril de 2017 19:00 P2P3AQ1AQ2 | República Dominicana | 2— 3                        | Colômbia       | Coliseo de la Ciudad Deportiva, Cuba Público: 300 Árbitro(s): GUA Raúl Mejía CHI José Muñoz |
| 1 de abril de 2017 19:00 P2P3AQ1AQ2 | 25 16 26 11          | Set 1 Set 2 Set 3 Set4 Set5 | 10 22 25 28 15 | Coliseo de la Ciudad Deportiva, Cuba Público: 300 Árbitro(s): GUA Raúl Mejía CHI José Muñoz |

| 1 de abril de 2017 22:00 P2P3AQ1AQ2 | Argentina | 2— 3                        | Cuba           | Coliseo de la Ciudad Deportiva, Cuba Público: 600 Árbitro(s): CRC Cinthya Hernández MEX Pablo Mendoza |
| 1 de abril de 2017 22:00 P2P3AQ1AQ2 | 25 19 11  | Set 1 Set 2 Set 3 Set4 Set5 | 20 27 18 25 15 | Coliseo de la Ciudad Deportiva, Cuba Público: 600 Árbitro(s): CRC Cinthya Hernández MEX Pablo Mendoza |

## Sétimo lugar
| 1 de abril de 2017 16:57 P2P3AQ1AQ2 | Costa Rica | 0— 3              | Porto Rico | Coliseo de la Ciudad Deportiva, Cuba Público: 200 Árbitro(s): URU Monica Azures COL German Bobadilla |
| 1 de abril de 2017 16:57 P2P3AQ1AQ2 | 9 20 21    | Set 1 Set 2 Set 3 | 25         | Coliseo de la Ciudad Deportiva, Cuba Público: 200 Árbitro(s): URU Monica Azures COL German Bobadilla |

## Quinto lugar
| 2 de abril de 2017 14:00 P2P3AQ1AQ2 | México | 3 — 0             | Chile    | Coliseo de la Ciudad Deportiva, Cuba Público: 100 Árbitro(s): ARG Mauricio Luejes GUA Raúl Mejía |
| 2 de abril de 2017 14:00 P2P3AQ1AQ2 | 25     | Set 1 Set 2 Set 3 | 20 14 15 | Coliseo de la Ciudad Deportiva, Cuba Público: 100 Árbitro(s): ARG Mauricio Luejes GUA Raúl Mejía |

## Terceiro lugar
| 2 de abril de 2017 16:00 P2P3AQ1AQ2 | Argentina   | 1 — 3                   | República Dominicana | Coliseo de la Ciudad Deportiva, Cuba Público: 202 Árbitro(s): CUB Pedro Morell CUB Lourdes Pérez |
| 2 de abril de 2017 16:00 P2P3AQ1AQ2 | 25 22 17 23 | Set 1 Set 2 Set 3 Set 4 | 22 25                | Coliseo de la Ciudad Deportiva, Cuba Público: 202 Árbitro(s): CUB Pedro Morell CUB Lourdes Pérez |

## Final
| 2 de abril de 2017 18:40 P2P3AQ1AQ2 | Cuba     | 0 — 3             | Colômbia | Coliseo de la Ciudad Deportiva, Cuba Público: 1050 Árbitro(s): CRC Cinthya Hernández MEX Pablo Mendoza |
| 2 de abril de 2017 18:40 P2P3AQ1AQ2 | 22 18 19 | Set 1 Set 2 Set 3 | 25       | Coliseo de la Ciudad Deportiva, Cuba Público: 1050 Árbitro(s): CRC Cinthya Hernández MEX Pablo Mendoza |